# Dyktator (film 1940)

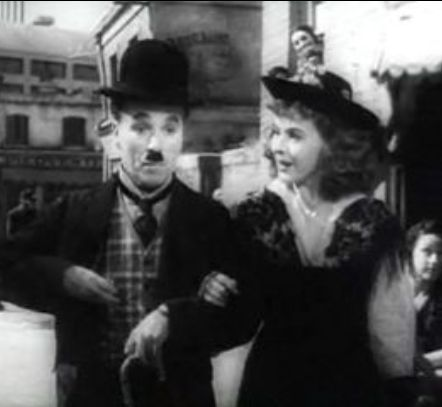
Kadr z filmu

Dyktator (ang. The Great Dictator) – amerykański czarno-biały film z 1940 roku w reżyserii Charliego Chaplina, ukazujący w satyrycznym podejściu Adolfa Hitlera, Benito Mussoliniego i ideologię faszyzmu. Pierwszy film dźwiękowy Chaplina.
Pomysł na film zrodził się u przyjaciela Chaplina, Alexandra Kordy, który zauważył, że tramp (jego najbardziej znana postać filmowa) jest podobny do Adolfa Hitlera. Sam potem zauważył, że urodził się w tym samym roku, co Führer i był starszy tylko o cztery dni.
Chaplin w autobiografii z 1964 roku przyznał, że nie zrobiłby tego filmu, gdyby wiedział o okropnościach niemieckich obozów koncentracyjnych.

## Obsada
- Charlie Chaplin – 2 role: Adenoid Hynkel, dyktator Tomanii i fryzjer
- Jack Oakie – Benzino Napaloni, dyktator Bacterii
- Reginald Gardiner – Schultz
- Henry Daniell – Garbitsch (Gębacz)
- Billy Gilbert – Herring
- Grace Hayle – madame Napaloni
- Carter DeHaven – ambasador Bacterii
- Paulette Goddard – Hannah
- Maurice Moscovitch – pan Jaeckel
- Emma Dunn – pani Jaeckel
- Bernard Gorcey – pan Mann
- Paul Weigel – Agar
- Eddie Gibbon – bojówkarz
- Chester Conklin – golony mężczyzna
- Leo White – fryzjer
- George Lynn – dowódca oddziałów szturmowych

## Fabuła
W Tomanii do władzy dochodzi Adenoid Hynkel. Pragnie zawładnąć całym światem, ale na drodze do tego stoi sąsiedni kraj, Austerlich. Hynkel planuje inwazję, ale brakuje mu pieniędzy. Próbuje zdobyć pieniądze od bankierów żydowskich. Kiedy oni odmawiają udzielenia pożyczki, postanawia się zemścić na wszystkich Żydach. W tym czasie dyktator zawiera sojusz z Benzino Napalonim, przywódcą Bacterii. Represje dotykają także fryzjera, łudząco podobnego do dyktatora. Szturmowcy podpalają jego zakład, a sam cyrulik trafia do obozu koncentracyjnego, jednak ucieka stamtąd w mundurze Hynkela. W międzyczasie Adenoid Hynkel poluje na kaczki. Przypadek sprawia, że dyktatora aresztuje policja, a jego miejsce zajmuje fryzjer w mundurze Hynkela. Ten zaś na wiecu wygłasza pokojowe przemówienie.

## Satyryczne odpowiedniki
- Tomania – Niemcy
- Bacteria – Włochy
- Osterlich – Austria
- Adenoid Hynkel – Adolf Hitler
- Benzino Napaloni – Benito Mussolini
- Feldmarszałek Herring – Hermann Göring
- Gębacz – Joseph Goebbels

## Premiery
Premiera w Stanach Zjednoczonych miała miejsce 14 października 1940 roku. We Francji premiera filmu odbyła się w kwietniu 1945 roku, już po wyzwoleniu Paryża. W Hiszpanii film był zakazany aż do 1975 roku, tj. do śmierci Francisco Franco.

## Film w kulturze popularnej
Przemowa ze słynnej sceny wieńczącej film została wykorzystana jako motyw przewodni w utworze „Beyond The Frontier Part Two” z płyty Beyond The Frontier polskiego zespołu art rockowego HellHaven.
Ta sama przemowa pojawiła się w teledysku do utworu „A Head Full of Dreams” brytyjskiego zespołu Coldplay.
Podczas nagrywania płyty Caustic Love, szkocki piosenkarz Paolo Nutini użył fragmentu przemowy fryzjera w jednej z piosenek, Iron Sky.